# Ryan Woods
Ryan Michael Woods (Norton Canes, 13 dicembre 1993) è un calciatore inglese, centrocampista dell'Exeter City.

## Caratteristiche tecniche
Classico regista, è dotato di una grande visione di gioco e di un ottimo senso della posizione.

## Carriera
Cresciuto nel settore giovanile dello Shrewsbury Town, il 1º settembre 2015 viene acquistato dal Brentford, con cui firma un triennale. Diventato fin da subito titolare nel ruolo, il 31 agosto 2016 prolunga con il club londinese fino al 2020.
Il 25 agosto 2018 viene ceduto a titolo temporaneo allo Stoke City, da cui viene riscattato a gennaio.
Il 17 gennaio 2020 viene ceduto in prestito al Millwall.
Il 27 luglio 2020 il prestito viene rinnovato per un altro anno.
Il 23 giugno 2021 viene acquistato dal Birmingham City.

## Statistiche

### Presenze e reti nei club
Statistiche aggiornate al 19 maggio 2021.
| Stagione               | Squadra                | Campionato             | Campionato | Campionato | Coppe nazionali | Coppe nazionali | Coppe nazionali | Coppe continentali | Coppe continentali | Coppe continentali | Altre coppe | Altre coppe | Altre coppe | Totale | Totale | Totale |
| Stagione               | Squadra                | Comp                   | Pres       | Reti       | Comp            | Pres            | Reti            | Comp               | Pres               | Reti               | Comp        | Pres        | Reti        | Pres   | Reti   |        |
| ---------------------- | ---------------------- | ---------------------- | ---------- | ---------- | --------------- | --------------- | --------------- | ------------------ | ------------------ | ------------------ | ----------- | ----------- | ----------- | ------ | ------ | ------ |
| 2012-2013              | Shrewsbury Town        | FL1                    | 2          | 0          | FACup+CdL       | -               | -               | -                  | -                  | -                  | FLT         | -           | -           | 7      | 0      |        |
| 2013-2014              | Shrewsbury Town        | FL1                    | 41         | 1          | FACup+CdL       | 1+0             | 0               | -                  | -                  | -                  | FLT         | 1           | 0           | 43     | 1      |        |
| 2014-2015              | Shrewsbury Town        | FL2                    | 43         | 0          | FACup+CdL       | 3+4             | 0               | -                  | -                  | -                  | FLT         | 1           | 0           | 51     | 0      |        |
| lug.-sett. 2015        | Shrewsbury Town        | FL1                    | 5          | 0          | FACup+CdL       | 0+2             | 0               | -                  | -                  | -                  | FLT         | -           | -           | 7      | 0      |        |
| Totale Shrewsbury Town | Totale Shrewsbury Town | Totale Shrewsbury Town | 91         | 1          |                 | 10              | 0               |                    | -                  | -                  |             | 2           | 0           | 103    | 1      |        |
| sett. 2015-2016        | Brentford              | FLC                    | 41         | 2          | FACup+CdL       | 1+0             | 0               | -                  | -                  | -                  | -           | -           | -           | 42     | 2      |        |
| 2016-2017              | Brentford              | FLC                    | 42         | 0          | FACup+CdL       | 2+1             | 0               | -                  | -                  | -                  | -           | -           | -           | 45     | 0      |        |
| 2017-2018              | Brentford              | FLC                    | 39         | 1          | FACup+CdL       | 0+1             | 0               | -                  | -                  | -                  | -           | -           | -           | 40     | 1      |        |
| ago. 2018              | Brentford              | FLC                    | 0          | 0          | FACup+CdL       | 0+1             | 0               | -                  | -                  | -                  | -           | -           | -           | 1      | 0      |        |
| Totale Brentford       | Totale Brentford       | Totale Brentford       | 122        | 3          |                 | 6               | 0               |                    | -                  | -                  |             | -           | -           | 128    | 3      |        |
| ago. 2018-2019         | Stoke City             | FLC                    | 27         | 0          | FACup+CdL       | 0+0             | 0               | -                  | -                  | -                  | -           | -           | -           | 27     | 0      |        |
| 2019-gen. 2020         | Stoke City             | FLC                    | 8          | 0          | FACup+CdL       | 1+3             | 0               | -                  | -                  | -                  | -           | -           | -           | 12     | 0      |        |
| Totale Stoke City      | Totale Stoke City      | Totale Stoke City      | 35         | 0          |                 | 4               | 0               |                    | -                  | -                  |             | -           | -           | 39     | 0      |        |
| gen.-giu. 2020         | Millwall               | FLC                    | 18         | 0          | FACup+CdL       | -               | -               | -                  | -                  | -                  | -           | -           | -           | 18     | 0      |        |
| 2020-2021              | Millwall               | FLC                    | 41         | 0          | FACup+CdL       | 2+3             | 0               | -                  | -                  | -                  | -           | -           | -           | 46     | 0      |        |
| Totale Millwall        | Totale Millwall        | Totale Millwall        | 59         | 0          |                 | 5               | 0               |                    | -                  | -                  |             | -           | -           | 64     | 0      |        |
| Totale carriera        | Totale carriera        | Totale carriera        | 307        | 4          |                 | 25              | 0               |                    | -                  | -                  |             | 2           | 0           | 334    | 4      |        |

## Palmarès

### Individuale
- Squadra dell'anno della PFA: 1

League Two 2014-2015